# Пирзаково
Пирзаково (Кукасова) — деревня в составе Кривецкого сельского поселения Пудожского района Республики Карелия, комплексный памятник истории.

## Общие сведения
Расположена на берегу лесного озера.
В деревне расположена полуразрушенная деревянная часовня Владимирской иконы Божией Матери (постройка около 1800 года).

## Население
| 2002 | 2010 | 2013 |
| ---- | ---- | ---- |
| 11   | ↘7   | ↘5   |